# 日本国憲法第3章
日本国憲法第3章（にほんこく/にっぽんこくけんぽう だい3しょう）は、日本国憲法の章の1つ。「国民の権利及び義務」の章名で、国民の権利、いわゆる人権および国民の義務について規定している。第10条から第40条までの31条からなる。

## 構成
- 第10条 国民の要件
- 第11条 基本的人権の享有
- 第12条 自由・権利の保持の責任、濫用の禁止
- 第13条 個人の尊重・幸福追求権・公共の福祉
- 第14条 身分制度の禁止、法の下の平等、栄典
- 第15条 公務員選定罷免権、公務員の本質、普通選挙の保障、秘密投票の保障
- 第16条 請願権
- 第17条 国及び公共団体の賠償責任
- 第18条 奴隷的拘束及び苦役からの自由
- 第19条 思想・良心の自由
- 第20条 信教の自由
- 第21条 集会の自由、結社の自由、表現の自由、検閲の禁止、通信の秘密保障
- 第22条 職業選択の自由、居住移転の自由、外国移住及び国籍離脱の自由
- 第23条 学問の自由
- 第24条 家族生活における個人の尊重と両性の平等
- 第25条 生存権、国の社会的使命
- 第26条 教育を受ける権利、子に普通教育を施す義務
- 第27条 勤労の権利及び義務、勤労条件の基準、児童酷使の禁止
- 第28条 勤労者の団結権
- 第29条 財産権
- 第30条 納税の義務
- 第31条 デュー・プロセス・オブ・ローの保証
- 第32条 裁判を受ける権利
- 第33条 逮捕の要件
- 第34条 抑留・拘禁の要件、不法拘禁に対する保障
- 第35条 住居の不可侵
- 第36条 拷問及び残虐刑の禁止
- 第37条 刑事被告人の権利
- 第38条 自己に不利益な供述、自白の証拠能力
- 第39条 遡及処罰の禁止、一事不再理
- 第40条 刑事補償

## 解説
憲法上保護される権利を規定するもので、人権カタログと呼ばれる。また、併せて国民に課される義務を列挙するものである。
章全体の構成としては、人権に関する総則規定群（第10条ないし第12条）、各種権利および義務に関するカタログ的規定群（第13条ないし第30条）、刑事訴訟関連規定群（第31条ないし第40条）の規定に大別される。
基本的人権についての規定は、普遍性、不可侵性、固有性を持ち、人間である以上当然に持つという、前憲法的性質を有する自然権を、実定的なものとして確認したものである。基本的人権は、造物主や自然法について論じるまでもなく、人間尊厳の原理に由来するものである。
国家の存在する限り、憲法の規定の有無を問わず、国民は、国家の支配に服する義務を負うが、基本的人権の保障の前提として不可欠な「公共の福祉」を個別の国民の側から規定するのが本章の国民の義務である。本章の義務は、具体的な法的義務を定めたものではなく、国民一般に対する倫理的指針、ないし立法による義務の設定の予告程度の意味を持つにすぎない。
この章の中で特異な点は、最後の刑事訴訟法的な規定群である。これらの規定は本来であれば、刑事訴訟法により規定されるべき細目規定も含まれるものであり、憲法のこれだけの条数をその種の規定に割いていることは異例と言える。これは、刑事訴訟手続が個人の権利の侵害に直接つながるものであることから、詳細な規定を憲法において（それらが法律にゆだねられていた大日本帝国憲法時代よりも）強く保護しようとする意図の現われとして捉えられる。

## 関連条文
- 日本国憲法前文
- 法の支配
- 市民的及び政治的権利に関する国際規約

## 他の国々の場合
- アメリカ合衆国憲法修正条項各規定
- フランス人権宣言（第5共和政憲法の一部を構成する）
- イギリス憲法のうち権利の章典
- ドイツ連邦共和国基本法第1章 基本権
- 中華人民共和国憲法第2章 公民の基本的権利及び義務
- 中華民国憲法第2章 人民の権利義務
- 大韓民国憲法第2章 国民の権利及び義務

## 判例
- 八幡製鉄事件（最高裁判例 1970年（昭和45年）6月24日）
- 在留期間更新不許可処分取消 （最高裁判例 昭和53年10月4日） 憲法19条，憲法21条